# Liar (canción de Camila Cabello)
«Liar» es una canción de la cantante cubanomexicana Camila Cabello. Fue lanzada como sencillo el 5 de septiembre de 2019 junto a Shameless. Forma parte de su segundo álbum de estudio Romance. La pista fue escrita por Ali Tamposi, Andrew Wotman, Camila Cabello, Jenny Berggren, Jonas Berggren, Jonathan Bellion, Jordan K.Johnson, Lionel Richie, Malin Berggren, Stefan Johnson y Ulf Ekberg.

## Antecedentes y lanzamiento
El 1 de septiembre de 2019, Camila Cabello publicó un avance de su próximo proyecto llamado Romance en sus redes sociales. La primera entrega se anunció para el 5 de septiembre de 2019. La portada oficial de la canción se dio a conocer el 4 de septiembre de 2019. Se lanzó como sencillo el 5 de septiembre de 2019, junto con el audio de la canción en la cuenta de YouTube de la intérprete.
«Liar» es una canción de ska-pop que contiene elementos del trap latino y reggae. Tiene un ritmo musical versátil con aires cubanos, en esta letra se habla del enamoramiento, desde el punto de vista de quien no quiere enamorarse. Según la cantante, la pista entrega un lado más personal, contando lo que ha vivo durante los últimos dos años.
Fue escrito por Ali Tamposi, Andrew Wotman, Camila Cabello, Jenny Berggren, Jonas Berggren, Jonathan Bellion, Jordan K.Johnson, Lionel Richie, Malin Berggren, Stefan Johnson y Ulf Ekberg, mientras que la producción fue llevada a cabo por JohnsonUlf Ekberg, Andrew Watt y The Monsters and The Strangerz. Contiene una muestra de los sencillos "All That She Wants" (1992) del grupo sueco Ace of Base y "All Night Long (All Night)" (1983) de Lionel Richie, que también se encuentran acreditados en la composición.

## Crítica y recepción
Jon Pareles de The New York Times comentó que, "«Liar» es una pista caribeña y española", al final de su reseña explicó que la canción pasa de los sonidos de mariachi a la electrónica severa del latino a las palmas flamencas y a un coro con tonos ska-pop.

## Video musical
Cabello compartió una vista previa de 26 segundos del video musical de «Liar» a través de las redes sociales, el cual cuenta con las apariciones de Zak Steiner y Keiynan Lonsdale. Fue dirigido por Dave Meyers y se estrenó el 11 de septiembre de 2019.
El video comienza con Cabello y su cita (Steiner) cenando en un restaurante al aire libre. Su prometido le regala un collar de diamantes, pero pronto ella se da cuenta de que él empieza a actuar de manera egocéntrica y cínica, y se enamora del mesero del restaurante. Cabello, en ese instante, se da cuenta de las mentiras de su prometido y empieza a ahogarse al punto de morir. Luego se muestra que Camila estaba soñando y despierta en la mansión con su prometido, y se muestra un noticiero donde aparece Cabello (en el personaje de La Flaca) con pelo rojo y ondulado siendo la conductora junto con sus dos compañeras, Gordita y Tammy, relatando que Camila se comprometió con Reese Kensington, hijo del billonario William Kensington.
De vuelta en la cena en el restaurante, Cabello le dice a su novio que odia el restaurante, y que quiere una hamburguesa. En ese instante, Camila se marcha del lugar, solo para terminar siendo aplastada por un elefante. Poco después, Cabello está vestida como flamenco, los cuales hay varios a su alrededor. Cabello nuevamente en el restaurante le dice a su novio que odia a sus padres. Luego se marcha del lugar y logra esquivar al elefante, pero termina siendo golpeada por una turba de ciclistas. Se vuelve a repetir la escena, pero esta vez a Camila la persiguen unos drones. Poco después, en la habitación Camila reúne varias cartas que caían desde el techo, y los quema, solo para incendiar la mansión. En la entrada, se encuentra a su novio y al mesero que se la llevan arrestada. Mientras pasa por un detector de mentiras, Camila monta una coreografía y luego Reese se da cuenta de que Camila estaba enamorada del mesero.
Finalmente, Cabello despierta en una habitación normal, sosteniendo un pajarito animado en su mano. Otra vez, se ve a Cabello como La Flaca y sus compañeras del noticiero. Esta vez, La Flaca relata cómo Camila dejó al hijo del billonario Kensington por un mesero. El video culmina con Cabello en su habitación, apagando el televisor.

## Lista de ediciones
Descarga digital

| N.º | Título                | Duración |  |
| 1.  | «Liar» (Radio single) | 3:27     |  |

## Créditos y personal
Créditos adaptados de Genius
- Camila Cabello – composición, vocales
- Stefan Johnson – composición
- Malin Berggren – composición
- Jordan K. Johnson – composición
- Jon Bellion – composición
- Jenny Berggren – composición
- Lionel Richie – composición
- Jonas Berggren – composición
- Ulf Ekberg – composición
- Ali Tamposi  – composición
- The Monsters & Strangerz – composición, piano
- Paul LaMalfa – ingeniería de grabación
- Serban Ghenea – ingeniería de mezcla
- John Hanes – ingeniería de mezcla
- Jon Bellion – producción adicional
- Andrew Watt – piano, guitarra

## Posicionamiento en listas
| Listas (2019)                             | Mejor posición |
| ----------------------------------------- | -------------- |
| Argentina (Argentina Hot 100)             | 71             |
| Argentina (Monitor Latino)                | 16             |
| Alemania (Official German Charts)         | 63             |
| Australia (ARIA)                          | 31             |
| Austria (Ö3 Austria Top 40)               | 50             |
| Bélgica (Ultratop 50 Flanders)            | 28             |
| Bélgica (Ultratop 50 Wallonia)            | 18             |
| Canadá (Canadian Hot 100)                 | 27             |
| Canadá AC (Billboard)                     | 35             |
| Canadá (CHR/Top 40)                       | 17             |
| Canadá (Hot AC)                           | 22             |
| Croacia (HRT)                             | 18             |
| Escocia (Official Charts Company)         | 18             |
| Eslovaquia (Radio Top 100)                | 80             |
| Eslovaquia (Singles Digitál Top 100)      | 18             |
| Eslovenia SloTop50                        | 19             |
| España (PROMUSICAE)                       | 92             |
| España (Los40 España)                     | 14             |
| España (Bucle Top 20)                     | 3              |
| Estados Unidos (Billboard Hot 100)        | 52             |
| Estados Unidos (Adult Top 40)             | 18             |
| Estados Unidos (Dance/Mix Show Airplay)   | 29             |
| Estados Unidos (Mainstream Top 40)        | 17             |
| Estados Unidos (Rolling Stone Top 100)    | 49             |
| Estonia (Eesti Tipp-40)                   | 20             |
| Europa Digital Songs (Billboard)          | 18             |
| Francia (SNEP)                            | 131            |
| Grecia (International Digital Singles)    | 12             |
| Hungría (Single Top 40)                   | 21             |
| Hungría (Stream Top 40)                   | 15             |
| Islandia (Tonlist)                        | 15             |
| Israel (Media Forest)                     | 11             |
| Irlanda (IRMA)                            | 17             |
| Japón (Japan Hot 100)                     | 89             |
| Letonia (Latvijas Top 40)                 | 13             |
| Malasia (RIM)                             | 20             |
| México Airplay (billboard)                | 24             |
| México Ingles Airplay (billboard)         | 9              |
| Noruega (VG-lista)                        | 23             |
| Nueva Zelanda Hot Singles (RMNZ)          | 32             |
| Países Bajos (Dutch Top 40)               | 6              |
| Países Bajos (Single Top 100)             | 12             |
| Polonia (Polish Airplay Top 100)          | 7              |
| Portugal (AFP)                            | 53             |
| Reino Unido (UK Singles Chart)            | 21             |
| República Checa (Singles Digitál Top 100) | 31             |
| Rumania (Airplay 100)                     | 35             |
| Singapur (RIAS)                           | 13             |
| Suecia (Sverigetopplistan)                | 58             |
| Suiza (Schweizer Hitparade)               | 42             |
| Taiwán (KKBox)                            | 4              |

## Certificaciones
| País (organismo certificador) | Certificación | Unidades certificadas |
| ----------------------------- | ------------- | --------------------- |
| Australia (ARIA)              | Platino       | 70 000                |
| Austria (IFPI Austria)        | Oro           | 15 000                |
| Brasil (Pro-Música Brasil)    | Platino       | 40 000                |
| Canadá (Music Canada          | Platino       | 80 000                |
| Estados Unidos (RIAA          | Platino       | 1 000 000             |
| Francia (SNEP)                | Oro           | 30 000                |
| Italia (FIMI)                 | Oro           | 35 000                |
| México (AMPROFON)             | Oro           | 30 000                |
| Noruega (IFPI Noruega)        | Platino       | 60 000                |
| Polonia (ZPAV)                | Platino       | 20 000                |
| Portugal (AFP)                | Platino       | 20 000                |
| Suiza (IFPI Suiza)            | Platino       | 20 000                |
| Reino Unido (BPI)             | Oro           | 400 000               |

## Historial de lanzamiento
| País        | Fecha                    | Formato                      | Discográfica             | Ref           |
| ----------- | ------------------------ | ---------------------------- | ------------------------ | ------------- |
| Varios      | 5 de septiembre de 2019  | Descarga digital y Streaming | Epic Records, Syco Music | [ 17 ] [ 90 ] |
| Reino Unido | 6 de septiembre de 2019  | Contemporary hit radio       | Sony Music               | [ 91 ]        |
| Italia      | 13 de septiembre de 2019 | Contemporary hit radio       | Sony Music               | [ 92 ]        |